# Harlev Kirke
Harlev Kirke består af et romansk skib og et kor i rå, kløvede marksten samt senmiddelalderligt tårn og våbenhus. Våbenhuset er ombygget i 1756 og i barokstil. Tårnet er genopbygget i 1862, efter at være styrtet ned midt under en gudstjeneste året i forvejen.
Kirken har en romansk døbefont nord-vestjysk bægerbladstype og det er forsynet med et sydtysk dåbsfad fra slutningen af 1500-tallet med en fremstilling af Maria med barnet.
Kirken har spor af kalkmalerier fra flere forskellige perioder.
I 1961 fik kirken skænket et kirkeskib – en to meter lang model af skruefregatten "Sjælland", et søsterskib til Fregatten Jylland.
Orgelet er bygget i 1981 af Marcussen & Søn. Det har 8 stemmer fordelt på to manualer og pedal.